# انحطاط و سقوط: مهمانی بزرگ شاه
انحطاط و سقوط: مهمانی بزرگ شاه (به انگلیسی: Decadence and Downfall: The Shah of Iran's Ultimate Party) همچنین شناخته شده بنام بزرگترین مهمانی بر روی زمین (به انگلیسی: The Greatest Party on Earth) که به فارسی با نام میهمانی بزرگ شاه به نمایش درآمد، یک مستند تلویزیونی است به کارگردانی حسن امینی (نوه علی امینی نخست‌وزیر اسبق ایران) به مدت ۱ ساعت و ۱۵ دقیقه که پخش آن را شبکه تلویزیونی بی‌بی‌سی چهار از ۱۴ فوریه ۲۰۱۶ به عهده دارد.
در سال ۱۹۷۱ میلادی (۱۳۵۰ خورشیدی) منطقه تاریخی تخت جمشید در جنوب غرب ایران، شاهد برگزاری یکی از مجلل‌ترین مهمانی‌های تاریخ ایران و چه بسا بزرگ‌ترین و باشکوه‌ترین مهمانی جهان در قرن گذشته بود. در جشن‌هایی که با عنوان رسمی «۲۵۰۰مین سال بنیانگذاری شاهنشاهی ایران به‌دست کوروش بزرگ» برگزار شد، سران نزدیک به ۷۰ کشور جهان حضور داشتند. این مستند تلویزیونی به بررسی چگونگی برگزاری و اهمیت این جشن‌ها و تبعات آن می‌پردازد.
حسن امینی، کارگردان این فیلم مستند، تعداد زیادی از کسانی که در جشن‌های ۲۵۰۰ ساله نقش داشته‌اند از پیشخدمتان سوئیسی گرفته تا مهمانان سلطنتی را پیدا کرده و با آن‌ها مصاحبه انجام داده است. او همچنین از بخش‌هایی از فیلم رسمی مراسم این جشن (با گویندگی اورسون ولز) و مصاحبه‌های محمدرضا شاه و دیگران در آن زمان و پس از آن، استفاده کرده تا جشنی را روایت کند که تمامی پادشاهان، ملکه‌ها، شاهزاده‌ها و شاهدخت‌ها، روسای جمهور را در یک واحهٔ ساخته شده گردهم آورد. 
بی‌بی‌سی فارسی در اکتبر ۲۰۱۶ (مهرماه ۱۳۹۵) این مستند را با دوبله و زیرنویس فارسی پخش کرد.